# 613 Ginevra
613 Ginevra eller 1906 VP är en asteroid i huvudbältet, som upptäcktes 11 oktober 1906 av den tyska astronomen August Kopff i Heidelberg. Den är uppkallad efter Kung Artur's fru Guenever.
Asteroiden har en diameter på ungefär 81 kilometer.